# Gmina związkowa Hauenstein
Gmina związkowa Hauenstein (niem. Verbandsgemeinde Hauenstein) – gmina związkowa w Niemczech, w kraju związkowym Nadrenia-Palatynat, w powiecie Südwestpfalz. Siedziba gminy związkowej znajduje się w miejscowości Hauenstein.

## Podział administracyjny
Gmina związkowa zrzesza osiem gmin wiejskich:
1. Darstein
2. Dimbach
3. Hauenstein
4. Hinterweidenthal
5. Lug
6. Schwanheim
7. Spirkelbach
8. Wilgartswiesen